# Celekoxib
A celekoxib (INN: celecoxib) egy nem-szteroid gyulladáscsökkentő hatóanyag (NSAID), melyet osteoarthritis, reumatoid artritisz, akut fájdalom és fájdalmas menstruáció kezelésére használnak. A Pfizer cég gyártja Celebrex néven.

## Gyógyszerhatás
A celecoxib erősen szelektív COX-2 gátló (mely következtében a prosztaglandin termelést is gátolja), míg a korábbi NSAID gyógyszerek a COX-1-et és a COX-2-t is gátolták. 
A celekoxib kb. 7,6-szor aktívabb a COX-2-n, mint a COX-1-en. Emiatt a celekoxib úgy csillapítja a gyulladást és a fájdalmat, hogy alig okoz gasztrointesztinális mellékhatásokat (például gyomorfekélyt), amelyek a nem-szelektív NSAID gyógyszereknél gyakoriak.